# Chiridota durbanensis
Chiridota durbanensis is een zeekomkommer uit de familie Chiridotidae.
De wetenschappelijke naam van de soort werd in 1997 gepubliceerd door A.S. Thandar.